# Marina Warner
Marina Sarah Warner (Londres, 9 de noviembre de 1946) es una escritora británica. Ha escrito novelas, relatos, libros de historia y ensayos sobre mitología. En sus libros de ensayo es recurrente el feminismo y el mito.

## Primeros pasos
Nació en Londres, de padre inglés y madre italiana. Su abuelo paterno era el jugador de cricket inglés Sir Pelham Warner. Se educó en El Cairo, Bruselas y Berkshire (Reino Unido) y estudió francés e italiano en el Lady Margaret Hall de Oxford. Fue alumna del internado St Mary's School Ascot y recibió un doctorado honoris causa por la Universidad de Oxford el 21 de junio de 2006. En 1971 se casó con William Shawcross, con quien tuvo un hijo, Conrad. La pareja se divorció posteriormente.

## Carrera

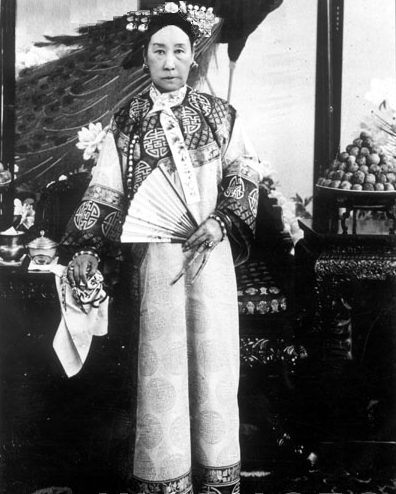
Warner escribió su primer libro sobre la emperatriz regente Cixi.

Su primer libro fue The Dragon Empress: The Life and Times of Tz'u-hsi, Empress Dowager of China, 1835-1908 (1972), seguido por Alone of All Her Sex: The Myth and the Cult of the Virgin Mary (1976), un estudio polémico sobre la devoción mariana. Continuó su exploración de los roles sociales femeninos y los personajes femeninos célebres en sus siguientes ensayos, Monuments & Maidens: The Allegory of the Female Form y Joan of Arc: The Image of Female Heroism.
Su novela The Lost Father fue finalista del Premio Booker en 1988. Otras novelas de Warner son The Leto Bundle e Indigo.
El ensayo From the Beast to the Blonde: On Fairy Tales and Their Tellers obtuvo el Mythopoeic Scholarship Award, en su subcategoría de estudios sobre mitos y fantasía en general, en 1996. En 2000 apareció No Go the Bogeyman: On Scaring, Lulling, and Making Mock, estudio de los personajes aterradores masculinos.
En 1994 resultó escogida para pronunciar una conferencia radiofónica anual dentro del ciclo Reith Lectures. Es profesora honoraria de la Universidad de St Andrew y da clases en la Universidad de Essex.
Su último libro, Phantasmagoria (2006), es un ensayo que analiza las representaciones de «espíritus» en diversos medios, desde las figuras de cera hasta el cine.
Fue nombrada Comandante de la Orden del Imperio Británico en 2008.
En 2015 le concedieron el Premio Holberg.